# جامعة بودابست للتكنولوجيا والاقتصاد
جامعة بودابست للتكنولوجيا والاقتصاد (بالإنجليزية: Budapest University of Technology and Economics) هي جامعة، تأسست في 1782، في المجر، وكان مؤسسها هو جوزيف الثاني، وهي عضوة في Top Industrial Managers for Europe ‏، بلغ عدد طلابها 24000.